# Deposito locomotive di Reggio Calabria
Il Deposito Locomotive di Reggio Calabria è un'infrastruttura di servizio ferroviario per la sosta, la manutenzione e il rifornimento di locomotive e automotrici di proprietà di Trenitalia. È ubicato in via Mercalli, a sud della stazione ferroviaria, e posto sulla linea Ionica a circa 2 km dal centro cittadino.

## Storia

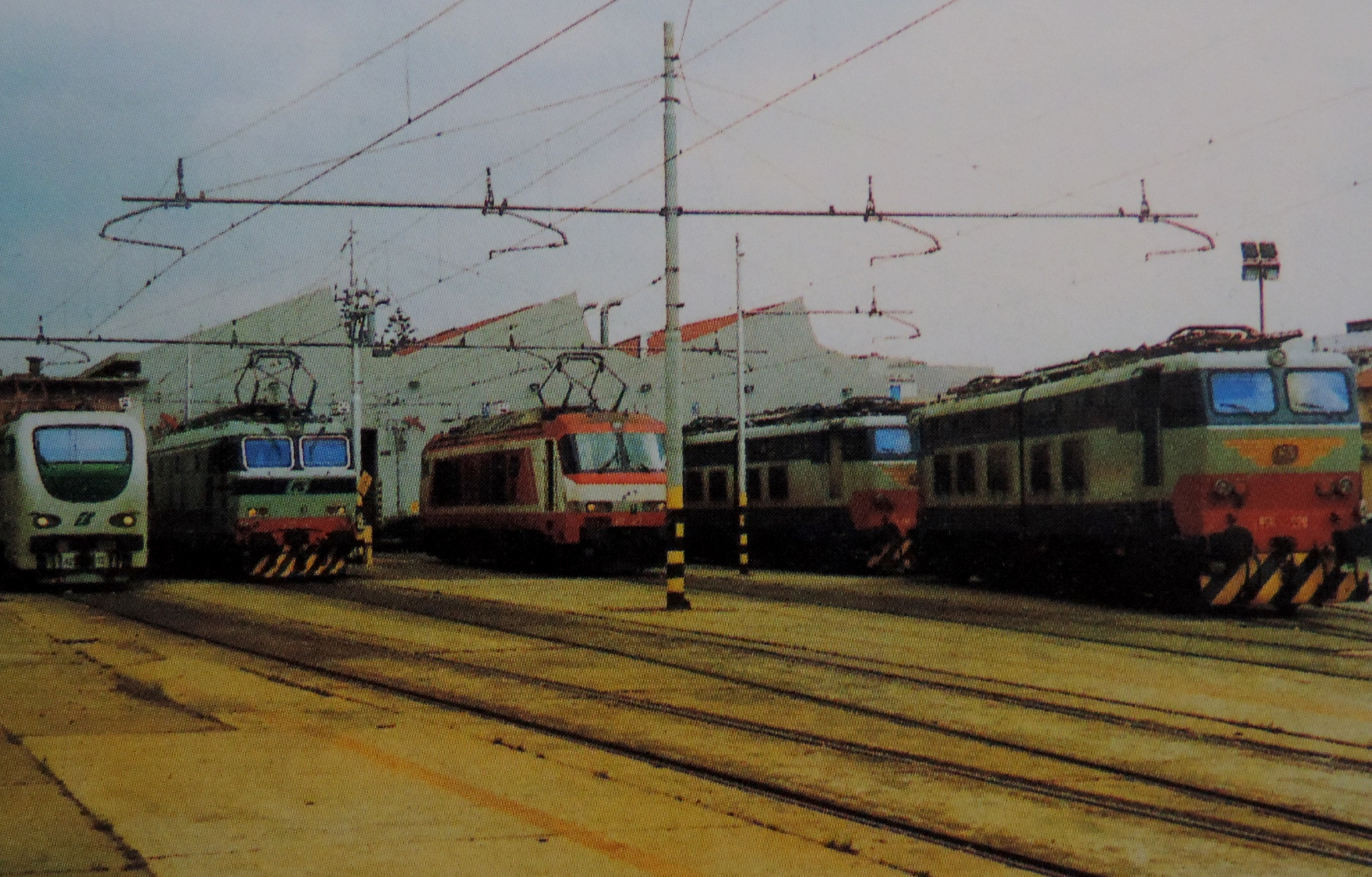
Deposito Locomotive di Reggio Calabria tra gli anni novanta e gli anni 2000. Foto contenuta all'interno della rivista La Tecnica Professionale

Il Deposito Locomotive di Reggio Calabria è uno dei più antichi e importanti della regione; la sua origine infatti data alla fine degli anni '60 del XIX secolo. La posizione era strategica, era prevista da tempo una serie di collegamenti ferroviari, che saranno realizzati nel corso del tempo, sia in senso nord-sud che da e per la Sicilia tramite la stazione di Reggio Calabria Mare, demolita nel 2017. L'impianto è stato sede di grosse assegnazioni di locomotori diesel che di automotrici che servivano la Ferrovia Jonica fino a Taranto per poi diramarsi verso le altre città pugliesi.

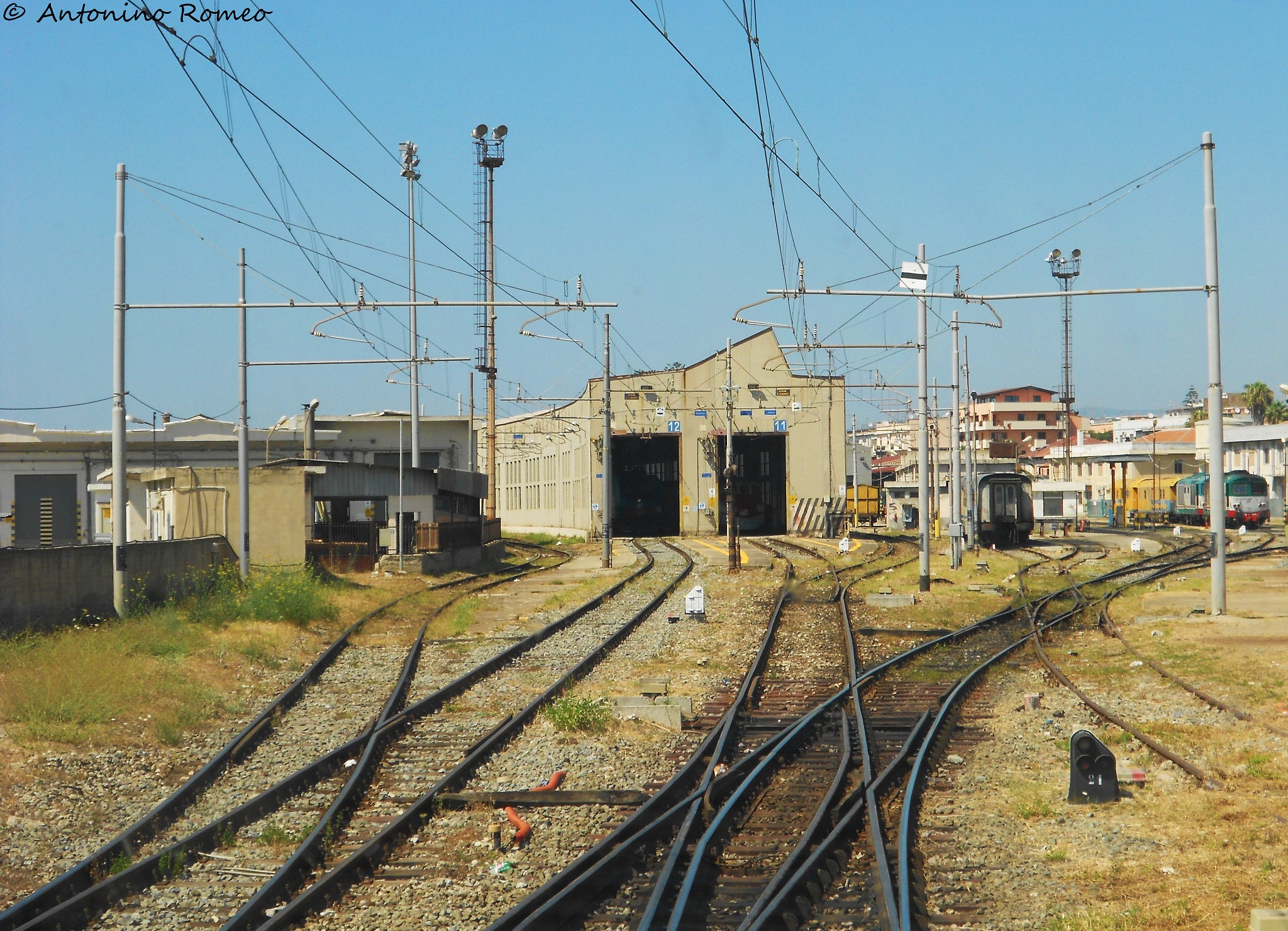
Ingresso del Deposito Locomotive di Reggio Calabria, sulla destra si va verso il piazzale diesel, mentre andando dritto di prosegue verso il piazzale elettrico.

## Locomotive in dotazione
L'impianto reggino ha nel tempo conosciuto l'assegnazione di un grande numero e varietà di locomotive:

### Locomotive a vapore
- Locomotiva FS 625
- Locomotiva FS 740

### Locomotive diesel
- D341
- D445
- D225

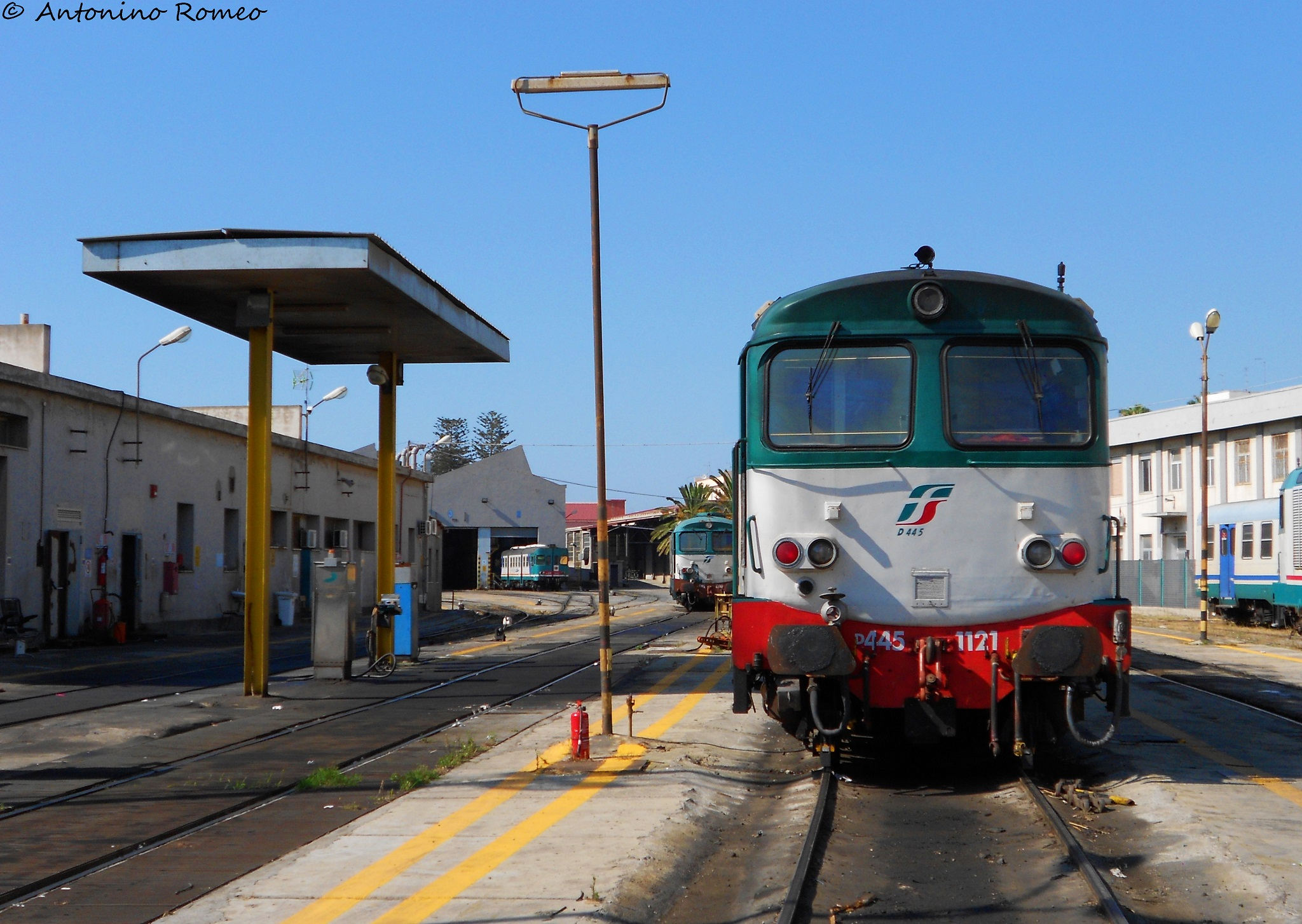
D445.1121 in sosta presso il piazzale diesel, sulla sinistra la colonnina di rifornimento per la nafta.

- D214 unità 4203 e 4170; quest'ultima unità dotata di gancio automatico (tipo Scharfenberg) per manovre con E464 e ALe 501/502 "Minuetto".

### Locomotive elettriche
- E645
- E646
- E626
- E424
- E652
- E656
- E464

### Automotrici leggere elettriche
- ALe 501/502 "Minuetto"
- ALe 582
- ALe 803

### Automotrici leggere a nafta
- ALn 772
- ALn 556
- ALn 668
- ALn 663
- ATR 220 “Swing”

## Strutture e impianti
L'area occupata dal deposito locomotive si estende dalla riva meridionale del torrente Calopinace fino al rione Sbarre. Confina accanto allo Stadio Oreste Granillo dove nelle zone limitrofe vi è presente il Rione Ferrovieri. Il deposito inizialmente per trazione a vapore, ha esteso la sua dotazione di rotabili alle automotrici diesel intorno alla metà degli anni trenta, successivamente è divenuto anche un deposito per trazione elettrica.

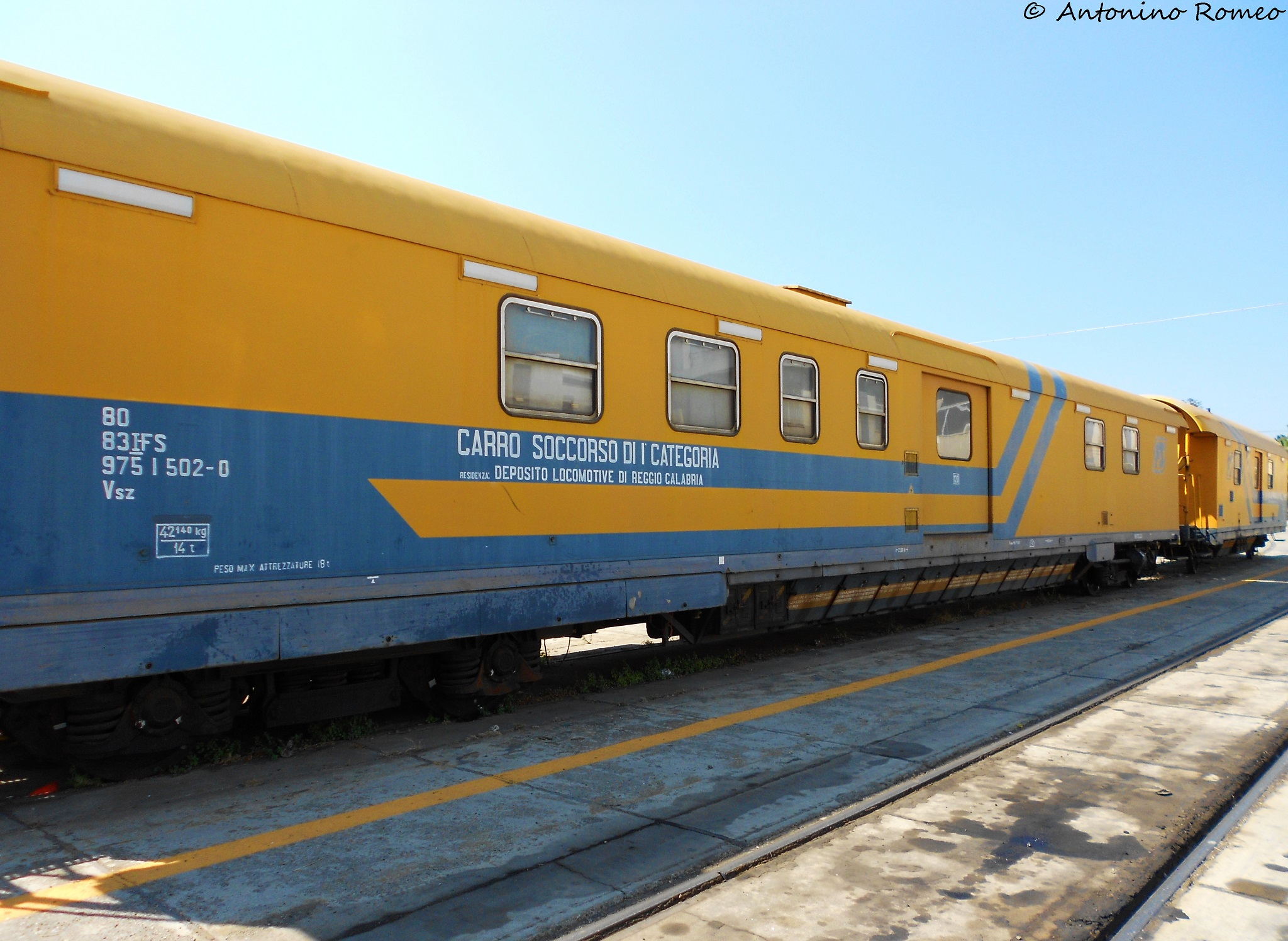
Carro Soccorso di 1ª categoria del Deposito Locomotive di Reggio Calabria.

### Carro Soccorso
Il Deposito Locomotive di Reggio Calabria è sede del Carro Soccorso di 1ª categoria (Vsz 80 83 9751 502-0 I-FS) per tutte le operazioni di soccorso in linea e pronto intervento tecnico per guasti o incidenti che riguardano il settore trazione e i rotabili relativi. Inoltre è presente una locomotiva diesel-elettrica disponibile 24h come riserva in caso di necessità.